# Ning Herred
Ning Herred ligger i det nedlagte første Århus Amt.  Herredet hed i Kong Valdemars Jordebog Ninggehæreth og hørte i middelalderen under Aabosyssel, indtil 1516 under Skanderborg len. Kom i 1536 under Aarhusgård len og i 1660 under Havreballegård amt. Fra 1799 under Århus amt. 
Det omgives af Kattegat samt herrederne Hads, Hjelmslev, Framlev og Hasle.
Det strækker sig fra Aarhus Å og Brabrand Sø i nord til Norsminde Fjord i syd og fra Solbjerg Sø og Aarhus Å i vest til Kattegat i øst.
Herredets vestlige del er en jævnt bølget moræneflade med en del tunneldale, mens den østlige del har et langt voldsommere præg på grund af de store randmorænebakker.
Gennemgående har herredet meget frugtbare jorder.

## Sogne i Ning Herred
- Ormslev Sogn – (Aarhus Kommune)
- Skåde Sogn – (Aarhus Kommune)
- Viby Sogn – (Aarhus Kommune)
- Kolt Sogn – (Aarhus Kommune)
- Tranbjerg Sogn – (Aarhus Kommune)
- Holme Sogn – (Aarhus Kommune)
- Tiset Sogn – (Aarhus Kommune)
- Mårslet Sogn – (Aarhus Kommune)
- Beder Sogn – (Aarhus Kommune)
- Malling Sogn – (Aarhus Kommune)
- Tulstrup Sogn – (Aarhus Kommune)
- Astrup Sogn – (Aarhus Kommune)
- Tunø Sogn – (Odder Kommune)

## Eksterne kilder og henvisninger
- Ning Herred i J.P. Trap: Kongeriget Danmark, udarbejdet af H. Weitemeyer (3. udgave, 5. bind, 1906)

56°3′25.5″N 10°10′48.74″Ø / 56.057083°N 10.1802056°Ø